# Nsop
Nsop est une localité du nord-ouest du Cameroun située dans la commune de Ndu dans le département Donga-Mantung.

## Population
Lors du recensement de 2005, on y a dénombré 5 509 habitants, dont 2 598 hommes et 2 911 femmes.